# Phyllocoptes rubi
Phyllocoptes rubi är en spindeldjursart som beskrevs av Roivainen 1950. Phyllocoptes rubi ingår i släktet Phyllocoptes, och familjen Eriophyidae. Arten är reproducerande i Sverige.